# La Gacilly
La Gacilly (en galó La Gaczilhae [cita requerida]) es una comuna nueva francesa situada en el departamento de Morbihan, de la región de Bretaña.

## Historia
Fue creada el 1 de enero de 2017, en aplicación de una resolución del prefecto de Morbihan del 13 de julio de 2016 con la unión de las comunas de Glénac, La Chapelle-Gaceline y La Gacilly, pasando a estar el ayuntamiento en la antigua comuna de La Gacilly.

## Demografía
| Gráfica de evolución demográfica de La Gacilly entre 1876 y 2014 |
|                                                                  |

Los datos entre 1800 y 2014 son el resultado de sumar los parciales de las dos comunas que forman la nueva comuna de La Gacilly, cuyos datos se han cogido de 1800 a 1999, para las comunas de Glénac, La Chapelle-Gaceline y La Gacilly de la página francesa EHESS/Cassini. Los demás datos se han cogido de la página del INSEE.

## Composición
| Comuna delegada      | Código INSEE | Población (2013) | Superficie (km²) | Densidad (hab./km²) |
| -------------------- | ------------ | ---------------- | ---------------- | ------------------- |
| Glénac               | 56064        | 886              | 13.7             | 65                  |
| La Chapelle-Gaceline | 56038        | 792              | 7.79             | 102                 |
| La Gacilly           | 56061        | 2205             | 16.48            | 134                 |